# Подвиг на Леон Курдов
Подвигът на опълченеца Леон Курдов е по време на Решителния бой за Шипка на 11 / 23 август 1877 г. в хода на Руско-турската война (1877-1878).
На 11 / 23 август 1877 г. по време на решителния бой за Шипка колоната на Салих паша атакува Първата укрепена (Свети-Николска) позиция на Шипченския отряд. Отбранявана е от опълченци от I опълченска дружина и IV опълченска дружина, руски войници от XXXV орловски пехотен полк и XXXVI брянски пехотен полк. Отделни групи османски войници достигат мъртвото пространство под връх Свети Никола (м. Орлово гнездо). Използват скалите и други естествени прикрития, водят пушечна стрелба и нанасят загуби на защитниците на позицията.
В тази обстановка опълченец Леон Курдов изскача от ложимента (стрелково гнездо) в ръка с ръчна граната (каквито са направени от поручик Киснемски от трофейни турски артилерийски снаряди). Атакува противниково закритие. Действието му увлича и други бойци. След експлодирането на гранатата 30 опълченци в щикова атака и последвал ръкопашен бой унищожават противниковото проникване.